# جو كلارك (لاعب كريكت)
جو كلارك (26 مايو 1996 في المملكة المتحدة - ) (بالإنجليزية: Joe Clarke)‏ هو لاعب كريكت بريطاني. لعب مع نادي مقاطعة ورسسترشاير للكريكيت ‏ ونادي مارليبون للكريكت ‏.

## وصلات خارجية
- جو كلارك على موقع إي آس بي آن كريك إنفو (الإنجليزية)